# Open de Belgique
L’Open de Belgique est une compétition de taekwondo organisée annuellement par la Fédération Belge de taekwondo.
Ce tournoi est un événement majeur dans le calendrier mondial du fait de son label « WTF-G1 ».

## Lieu des éditions
| Année(s)  | Ville     |
| --------- | --------- |
| 2007-2011 | Herentals |
| 2012-2013 | Gand      |
| 2016-...  | Lommel    |

## Palmarès hommes
| WTF-G2 | WTF-G2                 | WTF-G2                 | WTF-G2               | WTF-G2             | WTF-G2               | WTF-G2             | WTF-G2              | WTF-G2                       |
| Année  | -54 kg                 | -58 kg                 | -63 kg               | -68 kg             | -74 kg               | -80 kg             | -87 kg              | +87 kg                       |
| ------ | ---------------------- | ---------------------- | -------------------- | ------------------ | -------------------- | ------------------ | ------------------- | ---------------------------- |
| 2019   | Ramnarong Sawekwiharee | Gashim Magomedov       | Javad Aghayev        | Bradly Sinden      | Julio Ferreira       | Milad Beigi        | Ivan Šapina         | Mahama Cho                   |
| WTF-G1 |                        |                        |                      |                    |                      |                    |                     |                              |
| 2018   | Hüseyin Alperen Canan  | Safwan Khalil          | Jaouad Achab         | Sarmat Tcakoev     | Kasra Mehdipournejad | Hwan Nam-Goong     | Joao Pedro Chaves   | In Kyo-don                   |
| 2017   | Mourad Laachraoui      | Stepan Dimitrov        | Dylan Chellamootoo   | Si Mohamed Ketbi   | Peter Longobardi     | Luka Horvat        | Jordan Stewart      | Arman-Marshall Silla         |
| 2016   | Mikhail Artamonov      | Ruslan Poiseev         | Arman Irgaliev       | Viacheslav Minin   | Maksim Khramtcov     | Raul Martínez      | Vladislav Larin     | Issoufou Alfaga Abdoul Razak |
| ETU-A  |                        |                        |                      |                    |                      |                    |                     |                              |
| 2013   | Georgios Simitsis      | Lovre Brečić           | Conor Grassick       | Ivan Puresevic     | Ivan Karajlovic      | Aaron Cook         | Yassine Trabelsi    | Piotr Hatowski               |
| 2012   | Camilo Pérez           | Vincent Foster         | Mauro Crismanich     | Jordan Gayle       | Raihau Chin          | Aaron Cook         | Dionys Kronreif     | Martín Sio                   |
| 2011   | Kim Jin-su             | Jaouad Achab           | Vladimir Dalakliev   | Jan-Petter Hammer  | Yousif Al-Zubeidy    | Nikolaos Tzellos   | M'bar N'diaye       | Firmin Zokou                 |
| 2010   | Moti Lugasi            | Philip Reyes           | Michael Harvey       | Reza Naderian      | Masoud Hajizavareh   | Lukasz Smigaj      | Afshin Saket Azgomi | Mahama Cho                   |
| Année  | -54 kg                 | -58 kg                 | -62 kg               | -67 kg             | -72 kg               | -78 kg             | -84 kg              | +84 kg                       |
| 2009   | Alireza Shakoori kehi  | Yasin Akbarnetaj Shoob | Mohammad Reza Babadi | Abbas Sheikhi      | Masoud Hajizavareh   | Mehran Askari      | Alberto Celestrín   | Hossein Tajik                |
| 2008   | Manuel Perez           | David Calabro          | Tayfun Yılmazer      | Jean-François Sarr | Mokdad Ounis         | Aaron Cook         | Martijn Merken      | Abdelkader Zrouri            |
| 2007   | Sergey De              | Seïfoulla Magomedov    | Filip Grgic          | Gessler Viera      | Alan Akoev           | Bjorn Thorleifsson | Osman Karaman       | Ferry Greevink               |

## Palmarès femmes
| WTF-G2 | WTF-G2                  | WTF-G2                 | WTF-G2                 | WTF-G2           | WTF-G2           | WTF-G2                 | WTF-G2                   | WTF-G2               |
| Année  | -46 kg                  | -49 kg                 | -53 kg                 | -57 kg           | -62 kg           | -67 kg                 | -73 kg                   | +73 kg               |
| ------ | ----------------------- | ---------------------- | ---------------------- | ---------------- | ---------------- | ---------------------- | ------------------------ | -------------------- |
| 2019   | Tan Xueqin              | Panipak Wongpattanakit | Wei Xiaojing           | Nikita Glasnović | Bruna Vuletić    | Matea Jelić            | Milica Mandić            | Aleksandra Kowalczuk |
| WTF-G1 |                         |                        |                        |                  |                  |                        |                          |                      |
| 2018   | Yvette Yong             | Rukiye Yıldırım        | Zeliha Agris           | Jolanta Tarvida  | Magda Wiet-Hénin | Kim Jan-di             | Nafia Kuş                | Aleksandra Kowalczuk |
| 2017   | Napaporn Charanawat     | Vanja Stanković        | Panipak Wongpattanakit | Nikita Glasnović | Ana Ciuchitu     | Elin Johansson         | Iva Radoš                | Lorena Brandl        |
| 2016   | Yvette Yong             | Svetlana Igumenova     | Andriana Asprogeraka   | Eva Calvo        | Marta Calvo      | Anastasia Baryshnikova | Arina Zhivotkova         | Lorena Brandl        |
| ETU-A  |                         |                        |                        |                  |                  |                        |                          |                      |
| 2013   | Sarah Malykke           | Ganna Soroka           | Ana Zaninović          | Edina Kotsis     | Wafa Bellar      | Petra Matijasevic      | Aleksandra Krzemieniecka | Ana Bajić            |
| 2012   | Sanja Maljkovic         | Lucija Zaninović       | Ana Zaninović          | Martina Zubčić   | Park Mi-young    | Franka Anić            | Milica Mandić            | Nuša Rajher          |
| 2011   | Kim Geun-Young          | Sanaa Atabrour         | Hanna Zajc             | Suvi Mikkonen    | Marina Sumić     | Diana Letica           | Tina Røe Skaar           | Karolina Kedzierska  |
| 2010   | Emilie Tran             | Yasmina Aziez          | Floriane Liborio       | Vinciane Douet   | Sian Guerin      | Marlène Harnois        | Gwladys Épangue          | Wiam Dislam          |
| Année  | -47 kg                  | -51 kg                 | -55 kg                 | -59 kg           | -63 kg           | -67 kg                 | -72 kg                   | +72 kg               |
| 2009   | Louise Mair             | Caroline Fisher        | Jelena Ivančić         | Diana Vazquez    | Nina Klaey       | Petra Matijasevic      | Reshmie Oogink           | Bianca Walkden       |
| 2008   | Kristina Golovchanskaya | Ana Zaninović          | Anna Peplowska         | Diana Vazquez    | Vanina Sánchez   | Mouna Benabderrassoul  | Sarah Stevenson          | Daniela Nagle        |
| 2007   | Foteini Birmpa          | Daynellis Montejo      | Margarita Mkrtchyan    | Lana Baneli      | Stéphanie Ollive | Taimí Castellanos      | Mirna Hechavarria        | Karolina Kedzierska  |